# Alessandro Valignano
Alessandro Valignano (n. 15 februarie 1539, Chieti, Abruzzo, Italia – d. 20 ianuarie 1606, Macao, Imperiul Portughez) a fost un călugăr iezuit, filolog, coordonator al misiunilor iezuite din Asia. Numirea lui, ca napolitan, în fruntea misiunilor iezuite din Asia a stârnit nemulțumirea autorităților imperiului colonial portughez.
A folosit pentru prima dată sistemul Rōmaji de transliterare a limbii japoneze în alfabet latin.

## Evocarea sa în literatură și film
Alessandro Valignano este unul din personajele filmului Tăcere, realizat în anul 2016 de Martin Scorsese, ecranizare a unui roman de Shūsaku Endō.